# Colpochila pygmaea
Colpochila pygmaea är en skalbaggsart som beskrevs av Blackburn 1890. Colpochila pygmaea ingår i släktet Colpochila och familjen Melolonthidae. Inga underarter finns listade i Catalogue of Life.